# Аб, Лев Ефимович
Лев Ефимович Аб (13/25 апреля 1893, Орёл — 27 января 1942, Ленинград, СССР) — советский композитор, пианист, органист, дирижёр, хормейстер, музыкальный педагог. Профессор (1939).

## Биография
С 1912 года обучался у В. П. Калафати (гармония, контрапункт и фуга), Я. Витолса (музформа) и М. М. Чернова (инструментовка) в консерватории Санкт-Петербурга. Кроме того, в 1917 году окончил курс по классу игры на органе у Я. Гандшина, классу дирижирования у Н. Н. Черепнина (1918), классу композиции у А. М. Житомирского (1922).
В 1911—1912 годах работал аккомпаниатором и хормейстером украинской драматической труппы в Орле. В 1916—1918 годах — органист Театра музыкальной драмы в Петрограде.
В 1918—1921 годах служил в РККА дирижёром симфонического оркестра Орловского гарнизона. В 1922—1924 года — органист и хормейстер Петроградского Малого государственного академического театра.
В 1924 году — старший преподаватель Азербайджанской консерватории в Баку: доцент (1927), профессор (1929—1931) кафедры композиции и теории музыки. Преподавал гармонию, анализ форм, инструментовку, чтение партитур, анализ современной партитуры, вёл оркестровый и хоровой классы. Совместно со Н. И. Сперанским организовал Оперную студию Бакинской консерватории, в которой работал дирижёром с 1928 по 1931 год.
В 1932—1936 годах — хормейстер и дирижёр Ленинградского академического малого оперного театра.

## Творчество
Автор симфонических, фортепианных и вокальных произведений, обработок народных песен. Почти все его сочинения не опубликованы. Музыка Л. Аба исполнялась при жизни автора в Орле, Баку, Тифлисе, Ленинграде. фольклорист, собирал и записывал народные мелодии: около 130 русских, в том числе одно- и многоголосные наигрыши рожечников и около 15 тюркских (азербайджанских).
Умер от истощения в блокадном Ленинграде. Похоронен на
Пискаревском мемориальном кладбище.